# Gold Panda
Де́рвин Шле́кер (Derwin Schlecker) — британский электронный музыкант и продюсер, выступающий под псевдонимом Gold Panda.

## Биография
Родился в Пекаме (Лондон) в 1980 году и вырос в Челмсфорде, Эссекс; учился в Школе изучения стран Африки и Ближнего Востока (англ. School of Oriental and African Studies). Два года он прожил в Японии.
Подростком Шлекер начал эксперименты в электронной музыке, пользуясь семплером своего дяди, продюсера. Под именем Gold Panda он начал записываться в конце 2007 года. Через сеть MySpace с ним связался лейбл Wichita Records, попросив сделать ремикс для Bloc Party. Он выпустил несколько короткометражных записей, в том числе мини-альбом Quitter’s Raga, заглавный трек из которого был отмечен тегом «лучший новый трек» на Pitchfork и вошёл в число лучших композиций года в том же издании. Шлекер подписал контракт со звукозаписывающей компанией Ghostly International и издал дебютный студийный альбом Lucky Shiner в сентябре 2010 года. Пластинка была положительно оценена музыкальными критиками и удостоилась премии британской газеты The Guardian. Gold Panda провёл гастрольное турне по Японии с группой Simian Mobile Disco, а в конце года был включён в список перспективных музыкантов, отобранных для голосования в очередном опросе компании Би-би-си «Sound of…».
В 2011 году Gold Panda выпустил сборник Companion, в состав которого вошли три ранних мини-альбома, и записал диджейский микс, изданный как диск в рамках серии DJ-Kicks. Два года спустя он выпустил мини-альбом Trust и вторую студийную работу Half of Where You Live, которую музыкант описал как «городской альбом», вдохновлённый фильмами Такаси Миикэ и жизнью в Сан-Паулу и Лондоне. В мае 2013 года Gold Panda провёл турне по Северной Америке, а на лето запланированы выступления в европейских городах.

## Дискография

### Студийные альбомы
- Lucky Shiner (Notown/Ghostly International, 2010)
- Half of Where You Live (Notown/Ghostly International, 2013)
- Good Luck and Do Your Best (City Slang, 2016)
- Jag Trax (как DJ Jenifa) (2019)
- The Work (City Slang, 2022)

### Прочие релизы
- Miyamae EP (Various Production, 2009)
- Quitter’s Raga (7", Make Mine, 2009)
- Before (CD, самиздат, 2009)
- iTunes Festival: London 2009 (концертный мини-альбом, 2009)
- You (мини-альбом, Ghostly International, 2010)
- Snow & Taxis (мини-альбом, Ghostly International, 2010)
- Unreleased Medical Journal (сборник, Notown, 2010)
- Marriage (мини-альбом, Ghostly International, 2011)
- Companion (цифровой сборник, Ghostly International, 2011)
- An Iceberg Hurled Northward Through Clouds (12", Studio !K7, 2011)
- DJ-Kicks: Gold Panda (микс, Studio !K7, 2011)
- Trust (12", Notown, 2013)
- «Brazil» (цифровой, Notown/Ghostly International, 2013)